# Церковь Воскресения Христова со Стадища
Церковь Воскресения Христова со Стадища — православный храм в Пскове. Памятник истории и культуры федерального значения XVI—XIX веков. Находится на Запсковье, на пригорке у перекрёстка улицы Леона Поземского (бывшая Званица, Нарвская) и улицы Набат (бывшей Воскресенской).

## Описание
Четверик храма имеет четырёхстолпную схему. Имеет три апсиды. Своды храма не имеют подпружных арок, а его барабан стоит на коробовых сводах, перекрывающих четверик.

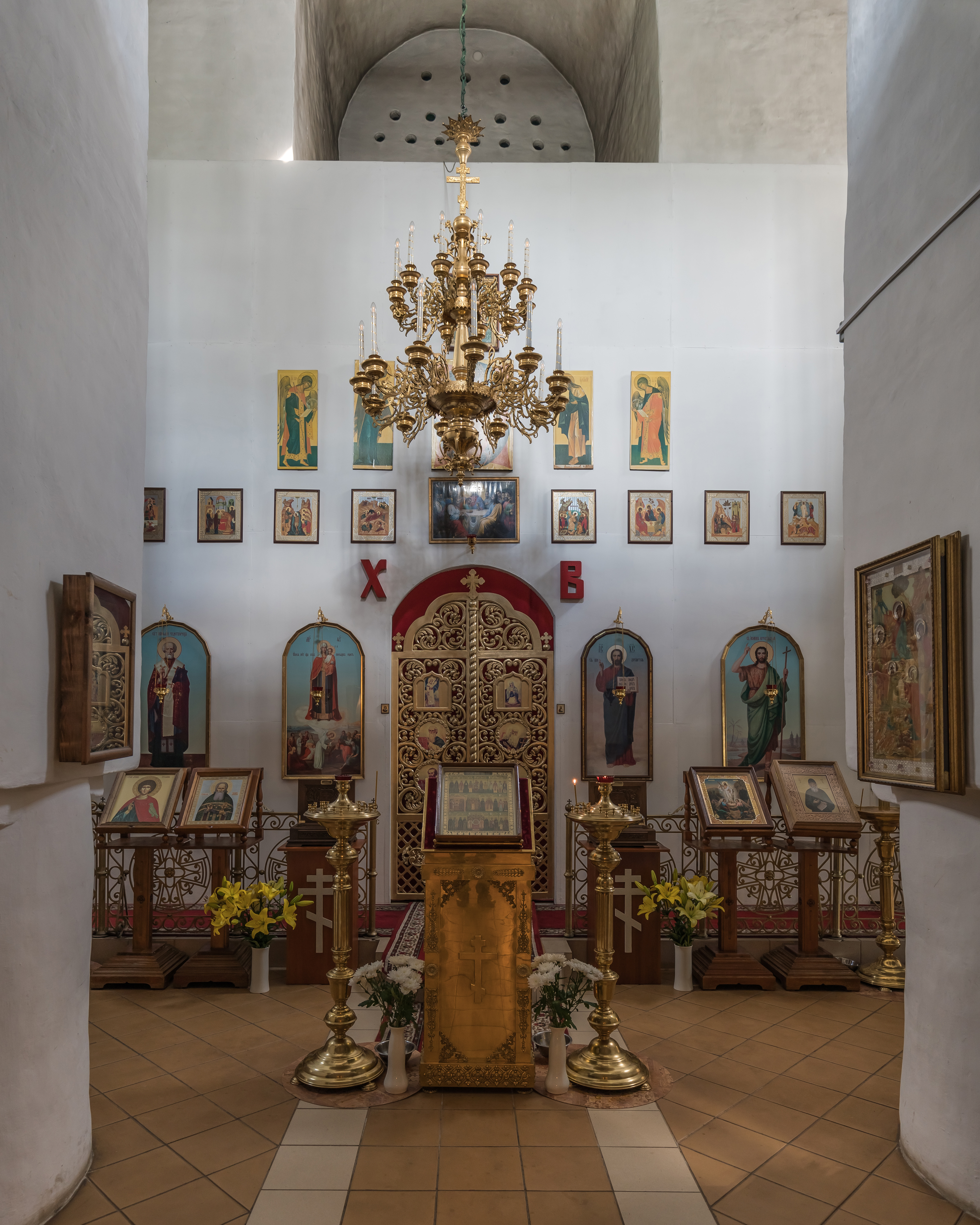
Интерьер церкви

Убранство фасадов четверика типично для псковских церквей XV—XVI вв. Фасады членятся на три части четырьмя лопатками, которые соединяются вверху двухлопастными ползучими арочками. Карниз барабана образует аркатурный пояс, под которым проходит декоративный пояс, из двух поребриков с «бегунцом» между ними. Апсиды храмы имеют такой же декоративный пояс, как и барабан, но без аркатурного карниза. Полуцилиндрические апсиды декорированы валиковыми разводами. Южный фасад придела, освященного во имя «Введения во храм», украшают две подвесные арки: приём, оригинальный для псковских церквей. Глава полусферической формы покоится на декоративном барабане. В западной стене четверика, расположенной в притворе в южной стене паперти, находятся надгробные плиты.
Сложен из известняковой плиты местного происхождения; стены храма обмазаны и побелены.

### Размеры
Четверик: ширина 11 м, длина 15 м, высота с главой и барабаном около 25 м. Общие размеры с притвором и галереями — 26×24 м; высота по коньку притвора 5-6 м.

## История

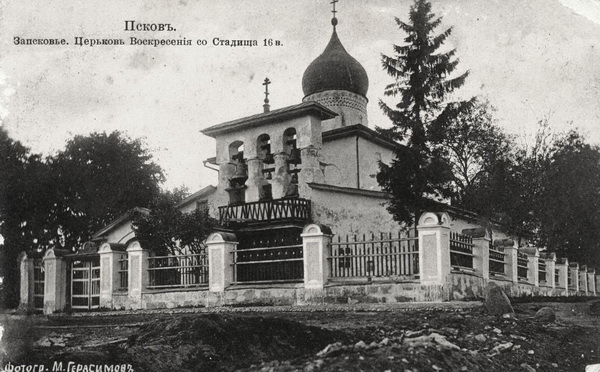
Церковь Вознесения со Стадища на дореволюционной открытке

- 1458 г. — в связи с пожаром на Запсковье появляется первое известное упоминание девичьего монастыря в летописи: « … погоре все Запсковье от Богоявленского конца и до монастыря святого Воскресения…».
- 1532 г. — снова говорится о пожаре в монастыре — «…погоре Стадища за Варлаамом…». Церковь упоминается как недостроенная. По мнению Ю. П. Спегальского, существующий храм был сооружён в 1585—1587 гг.
- Притвор, предположительно, был построен в конце XVI — начале XVII в., а в XVII в. построены крыльцо и четырёхстолпная звонница на притворе.
- В начале XVIII построен южный придел во имя «Введения во храм Пресвятой Богородицы» с папертью (вероятно, трапезной).
- XVIII—XIX вв. — взамен восьмискатной строится четырёхскатная кровля. Северная паперть строится на месте древней придельной церкви.
- 1764 г. — монастырь упраздняется, церковь передаётся приходу, а в 1788 г. церковь приписывается к расположенной по соседству Варлаамской церкви.
- 1960 г. Постановлением Совета Министров РСФСР № 1327 от 30 августа храм, как памятник республиканского значения, взят под охрану государства.

## Возрождение

### Реставрация
- 2005—2008 гг. Средства на реставрацию храма выделило Министерство культуры РФ.

### Церковная жизнь
- 12 ноября 2007 г. Освящён и воздвигнут крест на отремонтированном и покрытом медью центральном куполе храма Воскресения со Стадища. Освятил крест архиепископ Псковский и Великолукский Евсевий.

## Виды церкви

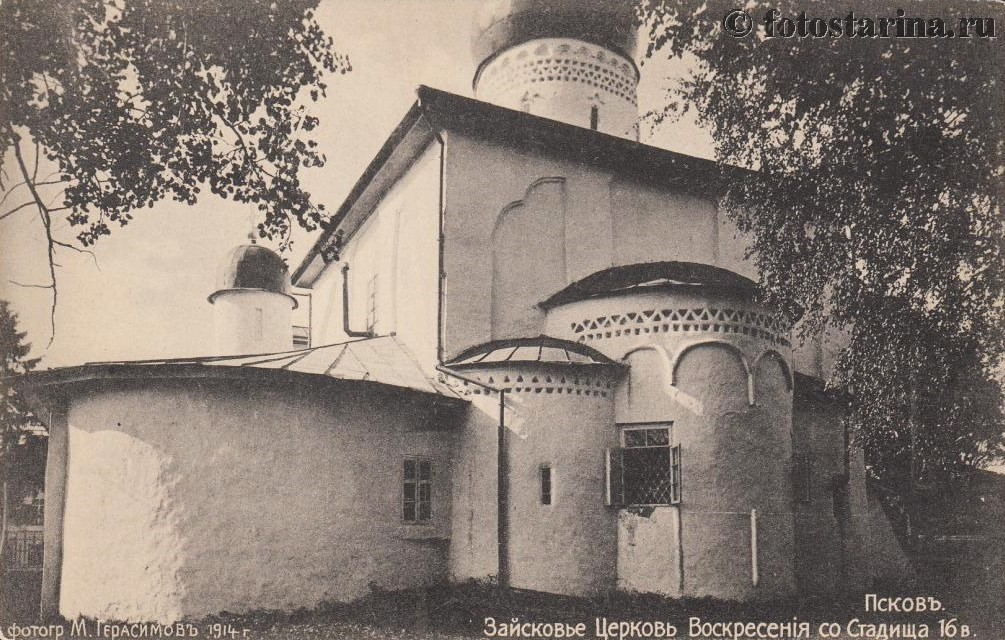
1914 год
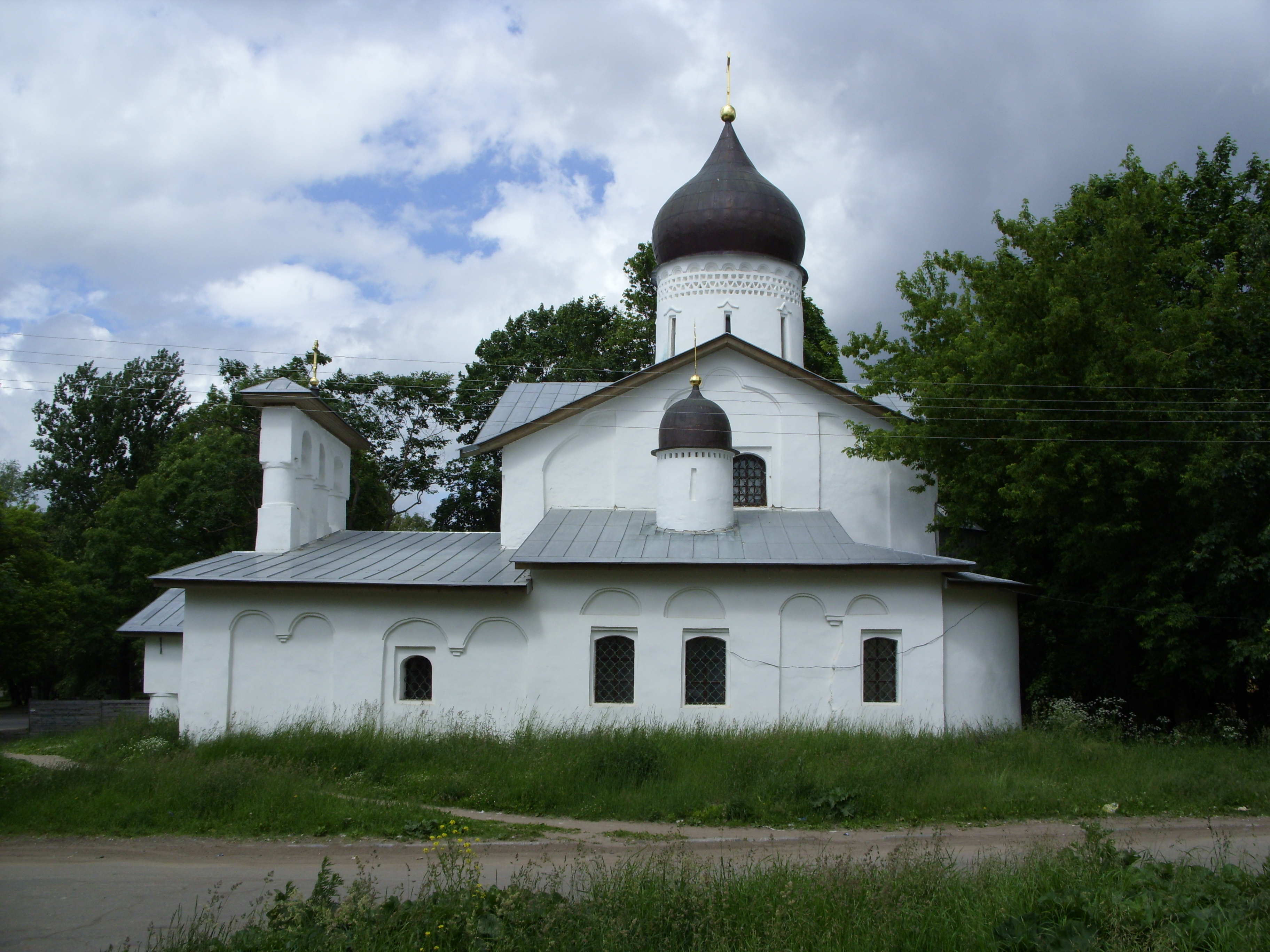
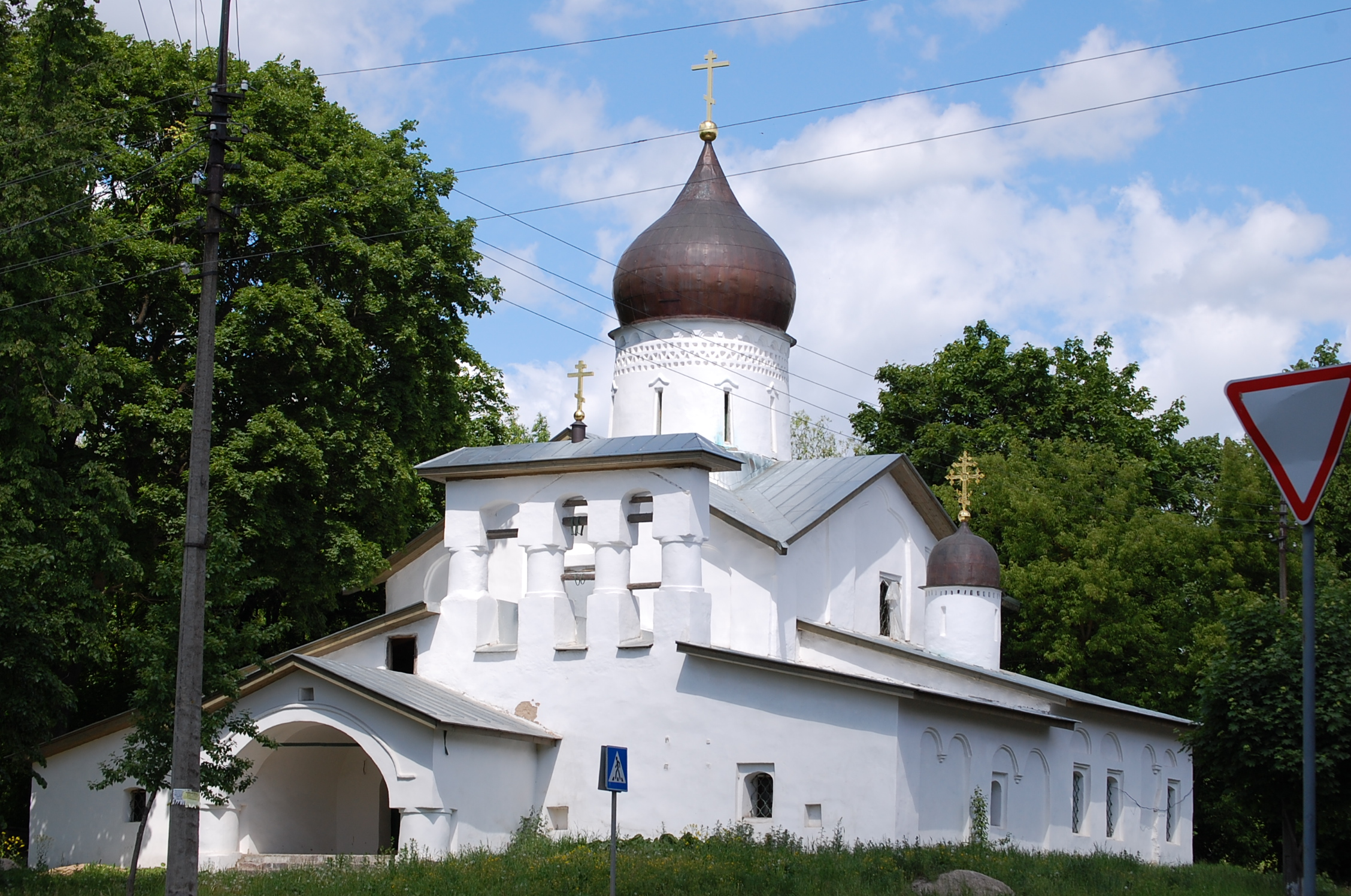
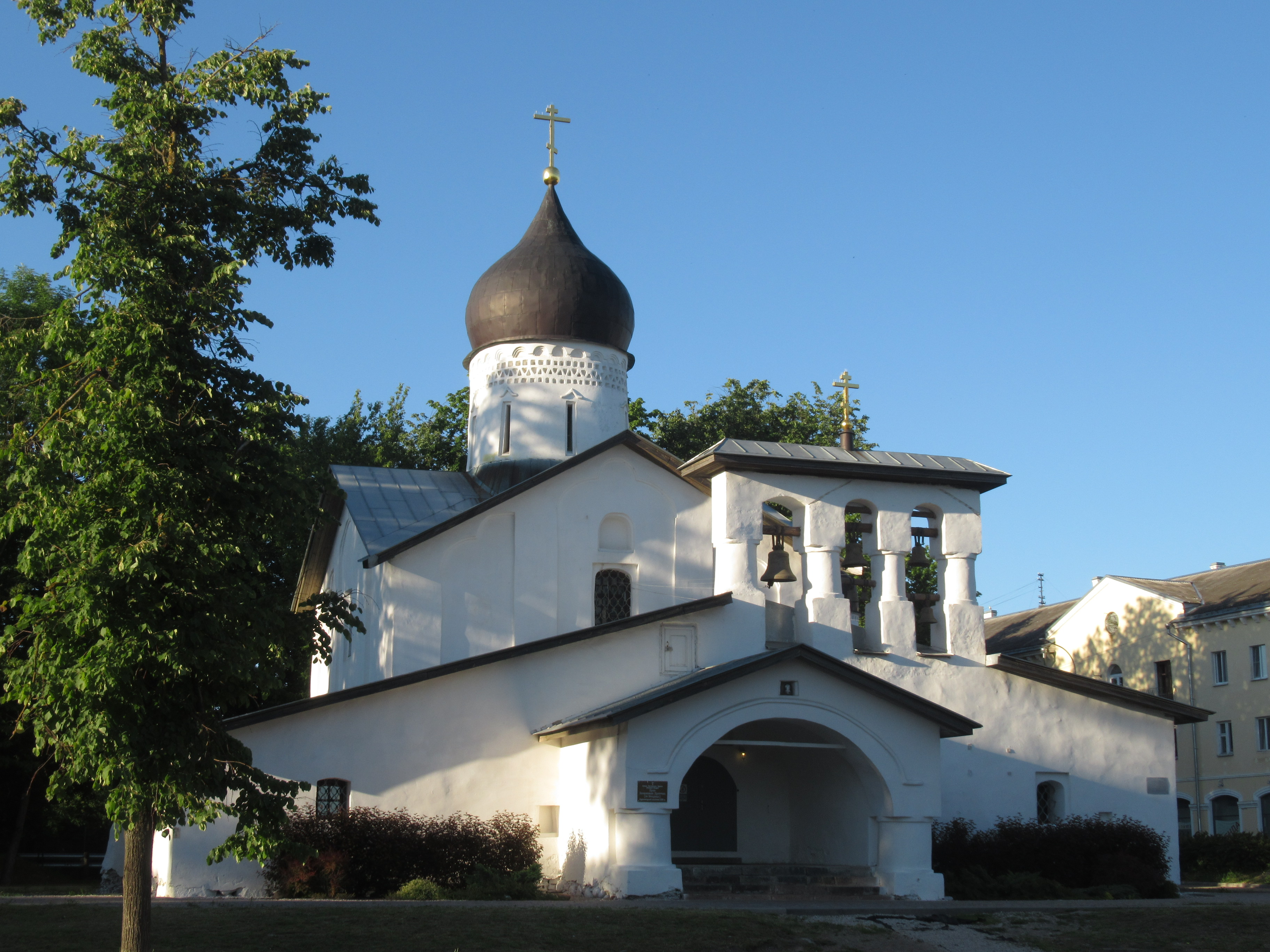
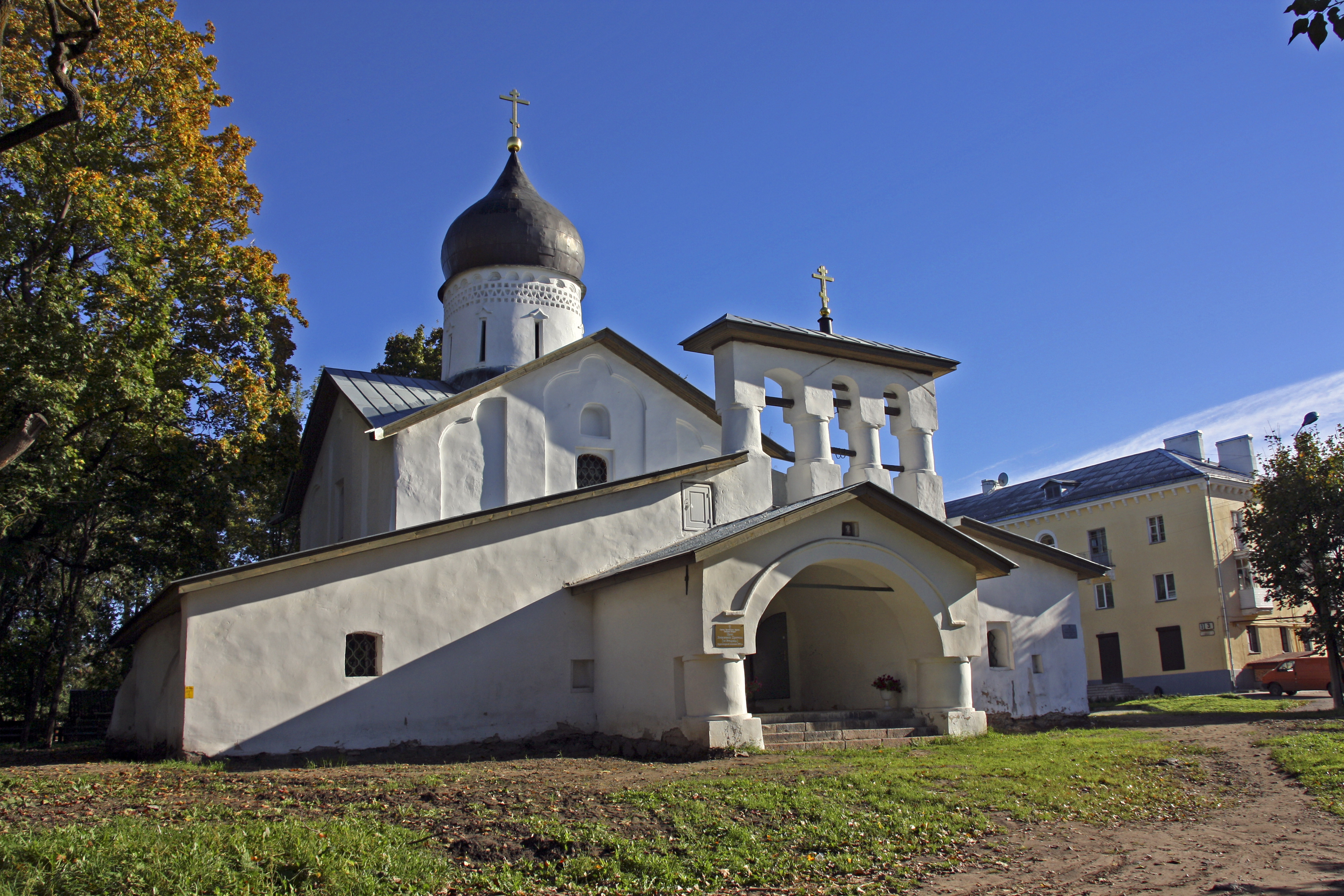